# Oslohumanisterne
Oslohumanisterne, også kaldet Østlandshumanisterne, var betegnelsen på en lærd kreds af kirkefolk tilknyttet domkapitlet ved Hallvardskatedralen og Oslo katedralskole (Oslo Latinskole) mellem 1580 og 1610. Takket være kontakter med det europæiske – især tyske – åndsliv fremvoksede et lille men virkefuldt humanistisk miljø i Oslo, der gennem deres litterære virksomhed (på latin) gjorde Oslo til Norges kulturcentrum.

## Baggrund
Baggrunden for Oslohumanisternes fremkomst var Frants Berg, der var født i Odense og som rejste til Rostock i 1521, hvor han blev grebet af reformationen, som han siden blev talsmand for i både Danmark og Norge. Han blev efter tur rektor i Odense i 1531, rektor i Viborg i 1533, læsemester i Vestervig Kloster i 1536, sognepræst i Ribe i 1540, sognepræst i Nikolaj Kirke i København 1546 og 12. juni 1546 superintendent i Oslo og Hamar stift, som han efter 1555 forenede med den indbringende stilling som provst i Tønsberg. Under sin lange tid som biskop forestod Berg et afgørende virke for reformationens gennemslag på Østlandet, og udviste en særlig interesse for Oslo Latinskole, til hvilken blev knyttet Frants Bergs to svigersønner Rasmus Hjort og Jens Nilssøn samt Hallvard Gunnarssøn (alle Oslohumanister). Eleverne strømmede til skolen i stigende tal takket være den af Berg pålagte kongelige bestemmelse i 1557, at 10-12 fattige elever skulle underholdes af Akershus Slot. Berg fik udvirket, at alle Østlandets menigheder fik evangelske præster, og han var flittig i visitatsen og virkede fremmende for den lutherske kirkeordning, hvorigennem han fik bugt med almuens tidligere modvilje mod reformationen. Blandt hans sidste tiltag var at få åbnet en boghandel i Oslo.

## Kredsen
Til kredsen af Oslohumanister henregnes flere rektorer ved Oslo katedralskole efter reformationen:
- Rasmus Hjort, rektor 1557/58–1562, der anses som den første Oslohumanist;
- Jens Nielssøn, rektor 1563 og siden biskop efter, at Frants Berg havde taget sin afsked i 1580, som blandt andet skrev den første skolebog skrevet af en nordmand (bogen blev skrevet til eleverne ved katedralskolen);
- Mads Nielsen Gram, rektor 1571 (eller tidligere)–1579;
- Jacob Jacobsen Wolf, rektor 1584–1594.

Desuden må nævnes den produktive latinpoet og historiker Hallvard Gunnarssøn, der var teologisk lektor ved skolen, og som skrev flere lærebøger, desuden Claus Berg, der var kantor ved Oslo domkirke.